# Werner Krauß (Fußballspieler)

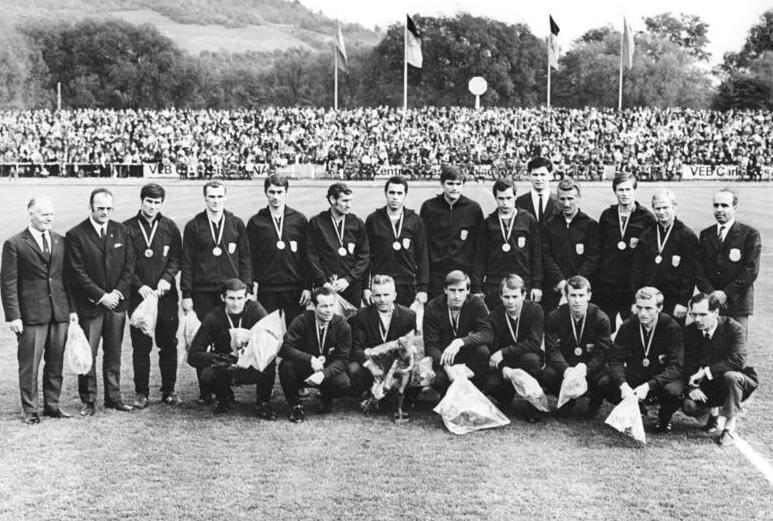

Werner Krauß (* 12. November 1938 in Meerane) war Fußballspieler in der DDR. Er spielte für den SC Motor / FC Carl Zeiss Jena in der Oberliga, der höchsten Spielklasse des DDR-Fußballverbandes. Mit Jena wurde er zweimal Fußballmeister. 
Krauß wuchs in der sächsischen Industriestadt Meerane auf und begann dort auch bei der Betriebssportgemeinschaft Fortschritt mit dem Fußballsport. Nach dem Ende der Schulausbildung erlernte er den Beruf des Kfz-Schlossers. Nachdem er für den Männerbereich spielberechtigt geworden war, spielte Krauß mit der Fortschritt-Mannschaft bis 1960 in der zweitklassigen DDR-Liga. Als Meerane in die II. DDR-Liga abgestiegen war, wechselte Krauß 1961 zum DDR-Ligisten Wismut Gera. Dort spielte er zwei Jahre, dann wurde der Fußballschwerpunkt der Region, der SC Motor Jena auf den 1,77 m großen Mittelfeldspieler aufmerksam, der vor allem in der Geraer Bezirksauswahl aufgefallen war. Der Sportklub veranlasste, dass Krauß zu Beginn der Saison 1963/64 nach Jena delegiert wurde. 
In der Vorsaison war Motor Jena souverän mit sechs Punkten Vorsprung Fußballmeister geworden. So kam Krauß in eine eingespielte Mannschaft mit mehreren Nationalspielern. Trotzdem setzte ihn Trainer Buschner von Anfang an in der Oberligaelf ein, und mit 19 Einsätzen gehörte Krauß bereits in seiner ersten Saison zum Spielerstamm. In der Regel besetzte er das rechte Mittelfeld, stand aber mehrfach auch im Angriff. Seine Vielseitigkeit nutzte der Trainer, um ihn in den Folgejahren häufig als Springer einzusetzen. 
In einem Zeitungsinterview 1970 gab Krauß aber zu Protokoll: „Ich spiele ganz gern Ausputzer, wenn ich das ganze Geschehen vor mir habe. Die Laufarbeit ist eine meiner Stärken. Wenn man nicht seinem Gegenspieler auf den Füßen herumzutrampeln braucht, Zeit findet zur Angriffsunterstützung sich mit einzuschalten, dann liebe ich das Verteidigerspiel.“ (Deutsches Sportecho, 19. Januar 1970)
In diesem Jahr wurde Krauß mit seiner Mannschaft, die seit 1966 als FC Carl Zeiss Jena auftrat, zum zweiten Mal Meister. Im Gegensatz zu seiner ersten Meisterschaftssaison 1967/68, in der er nur zwölf Punktspiele bestritten hatte, war Krauß 1969/70 in allen Meisterschaftsspielen eingesetzt worden. Inzwischen war er jedoch fast 32 Jahre alt, und seine Karriere neigte sich dem Ende zu. 1970/71 kam er noch zehn Oberligaspielen, in seiner letzten Saison 1971/72 waren es nur noch fünf Einsätze. Als er im Sommer 1972 Abschied vom Hochleistungssport nahm, konnte er auf folgende Bilanz zurücksehen:
- 166 Oberligaspiele (20 Tore)
- 25 Spiele im DDR-Fußballpokal (4)
- 17 Europapokalspiele (2)
- 2 DDR-Meistertitel (1968, 1970)

Den Gewinn des DDR-Fußballpokals verpasste Werner Krauß, denn im Endspiel 1972 (2:1 über Dynamo Dresden) gehörte er bereits nicht mehr zum Stammaufgebot. Dagegen ist seine Bilanz in den Europapokalspielen bemerkenswert: In Krauß’ Zeit bestritt sein Klub 22 europäische Pokalspiele, Krauß war in 17 Begegnungen dabei. Eines seiner wichtigsten Tore war der am 25. Mai 1968 in der 69. Minute erzielte Treffer im Punktspiel gegen den FC Karl-Marx-Stadt, mit dem er den Meistertitel für den FC Carl Zeiss endgültig sicherstellte. 